# Alamada
Alamada es un municipio filipino de primera categoría, situado al sur de la isla de Mindanao. Forma parte de la provincia de Cotabato del Norte situada en la Región Administrativa de Soccsksargen también denominada Región XII.
Para las elecciones está encuadrado en el Primer Distrito Electoral de esta provincia.

## Geografía
Terreno montañoso y ondulado, el Municipio de Alamada limita al norte con la provincia de Lanao del Sur, al sur con el municipio de Libungán, por el este con el Municipio de Banisilán y al oeste con el municipio de Pigcaguayán y también con el de Buldón, este en la provincia de Maguindanao.

### Barrios
El municipio de Alamada se divide, a los efectos administrativos, en 17 barangayes o barrios, conforme a la siguiente relación:
| - Bao - Barangiran - Camansi | - Dado - Saraco - Guiling | - Kitacubong (Población) - Macabasa - Malitubog | - Mapurok - Pacao - Paruayán | - Pigcawaran - Polayagán - Rangayen | - Dado Bajo - Mirasol - Raradangan |  |

## Historia
Proyecto piloto de zona de reasentamiento propiciado por el presidente Ramón Magsaysay. 
Terreno público declarado por el entonces presidente Elpidio Quirino, el 10 de marzo de 1953.
El municipio fue creado el 22 de mayo de 1969, formado por varios barrios segregados de Libungán.
Su nombre fue adoptado en memoria y en honor de Datu Amaybulyok Alamada, líder que luchó contra la opresión extranjera y la tiranía. Este reyezuelo de los Iranon y los Dalaman estaba a cargo de un territorio que ocupaba toda la parte norte de los municipios de Pigcawayan, Libungan y Kitacubong, la actual sede de este municipio , la que fuera sede de su reino